# Dorothy Knode
Dorothy Head Knode, född 4 juli 1925 i Richmond i Kalifornien, död 25 oktober 2015, var en amerikansk tennisspelare. 
Dorothy Knode var en framstående tennisspelare med stora framgångar under 1950-talet, framförallt på grusunderlag. Hon vann tre gånger singeltiteln i Tyska mästerskapen (1950, 1952 och 1953). Hon blev också singelmästare i amerikanska grusmästerskapen 1951, 1955, 1958 och 1960.  
Hon nådde singelfinal i Franska mästerskapen vid två tillfällen. Första gången var i 1955 års turnering. Hon förlorade finalen mot brittiskan Angela Mortimer som vann med 2-6, 7-5, 10-8. Två år senare nådde hon åter finalen i Franska mästerskapen. Den gången förlorade hon mot Shirley Bloomer som vann med siffrorna 6-1, 6-3. Hon nådde semifinal ytterligare sex gånger i Grand Slam-turneringar perioden 1952-57, men lyckades inte ta någon titel i dessa. År 1956 nådde hon tillsammans med landsmaninnan Darlene Hard dubbelfinalen i Franska mästerskapen där de förlorade mot Althea Gibson/Angela Buxton. Det senare paret vann med siffrorna 6-8, 8-6, 6-1.
Knode deltog i det amerikanska Wightman Cup-laget 1955-58 och 1960.
Knode har fortsatt med tävlingstennis i olika seniorturneringar och rankades 2004 som världsetta i åldersgruppen seniorer upp till 80. År 2005 vann hon singeltiteln i åldersgruppen 80- och äldre i Antalya, Turkiet.